# Гаплогруппа H20 (мтДНК)
Гаплогруппа H20 — гаплогруппа митохондриальной ДНК человека.

## Субклады
- H20a
- H20b
- H20c
- H20d
- H20e
- H20f
- H20g

## Распространение

### Передняя Азия
Иран — 0,28 % (352)
- азербайджанцы — 4,55 % (22)

## Палеогенетика

### Бронзовый век
Тель-Мегиддо
- I4521	| S4521.E1.L1 __ Мегидо (региональный совет), Северный округ (Израиль) __ 2334-2149 calBCE (3810±20 BP, PSUAMS-2167) __ М __ J > J2b1 (J-M205) # H20a.[2]

Алалах
- ALA035 | 45.45, Locus 7, AT 7940 __ Хатай (ил), Турция __ 1954-1772 calBCE (3543±24 BP, MAMS-33697) __ М __ J1a2a1a2d2b2b2~ (CTS11741/PF4847) # H20a.[3]

### Железный век
Кобанская культура
- Koban1 | 353 __ Клин-Яр 3 (Klin-Yar) __ Предгорный район, Ставропольский край, СКФО, Россия __ IX–VII BC __ Ж __ H20a.[4]

### Средние века
Аль-Андалус
- I7497 | Sepultura 2 (no. 1003) __ Cueva Romero __ Уэскар, Гранада, Андалусия, Испания __ 1000–1100 CE __ Ж __ H20a.[5]

Византия
- SA2000 LA47 __ Сагалассос (Lower Agora) __ Бурдур (ил), Средиземноморский регион (Турция) __ 11–13 century AD __ H20 > H20a.[6]

Мориски
- I7423 | Individuo 34bis __ Nécropolis de Torna Alta __ Лекрин, Гранада, Андалусия, Испания __ 1500–1600 CE __ М __ R1b1a1a2a1a (R-L151) # H20c.[5]

## Публикации
2011
- Ottoni C, Ricaut FX, Vanderheyden N, Brucato N, Waelkens M, Decorte R. (Май 2011). Mitochondrial analysis of a Byzantine population reveals the differential impact of multiple historical events in South Anatolia. European Journal of Human Genetics. 19 (5): 571–576. doi:10.1038/ejhg.2010.230. PMC 3083616. PMID 21224890.{{cite journal}}:  Википедия:Обслуживание CS1 (множественные имена: authors list) (ссылка)

2013
- Derenko M, Malyarchuk B, Bahmanimehr A, Denisova G, Perkova M, Farjadian S, Yepiskoposyan L (Ноябрь 2013). Complete Mitochondrial DNA Diversity in Iranians. PLOS One. 8 (11): e80673. doi:10.1371/journal.pone.0080673. PMC 3828245. PMID 24244704.{{cite journal}}:  Википедия:Обслуживание CS1 (множественные имена: authors list) (ссылка) Википедия:Обслуживание CS1 (не помеченный открытым DOI) (ссылка)

2019
- Olalde I, Mallick S, Patterson N; et al. (Март 2019). The genomic history of the Iberian Peninsula over the past 8000 years. Science. 363 (6432): 1230–1234. doi:10.1126/science.aav4040. PMC 6436108. PMID 30872528. {{cite journal}}: Явное указание et al. в: |author= (справка)Википедия:Обслуживание CS1 (множественные имена: authors list) (ссылка)

2020
- Agranat-Tamir L, Waldman S, Martin MAS; et al. (Май 2020). The Genomic History of the Bronze Age Southern Levant. Cell. 181 (5): 1146-1157.e11. doi:10.1016/j.cell.2020.04.024. PMID 32470400. {{cite journal}}: Явное указание et al. в: |author= (справка)Википедия:Обслуживание CS1 (множественные имена: authors list) (ссылка)
- Skourtanioti E, Erdal YS, Frangipane M; et al. (Май 2020). Genomic History of Neolithic to Bronze Age Anatolia, Northern Levant, and Southern Caucasus. Cell. 181 (5): 1158-1175.e28. doi:10.1016/j.cell.2020.04.044. PMID 32470401. {{cite journal}}: Явное указание et al. в: |author= (справка)Википедия:Обслуживание CS1 (множественные имена: authors list) (ссылка)
- Boulygina E; Tsygankova S; Sharko F; et al. (Июнь 2020). Mitochondrial and Y-chromosome diversity of the prehistoric Koban culture of the North Caucasus. Journal of Archaeological Science: Reports. 31. doi:10.1016/j.mito.2013.12.002.